# Chiesa anglicana (Bordighera)
La chiesa anglicana è stato un luogo di culto anglicano situato nel comune di Bordighera, in via Regina Vittoria, in provincia di Imperia.
Acquistata dal Comune di Bordighera, e quindi restaurata, l'ex chiesa è oggi un centro culturale polivalente e sede di mostre, concerti, conferenze e spettacoli. La chiesa, i giardini e Villa Rosa fanno parte degli immobili tutelati dalla Soprintendenza per i Beni Architettonici e Paesaggistici della Liguria.

## Storia e descrizione

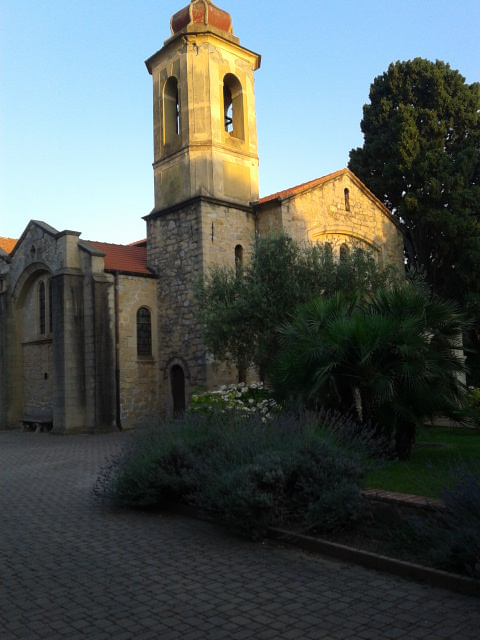
Vista laterale

La fondazione della chiesa risale al 1863 grazie ai primi ospiti inglesi che qui soggiornavano da ottobre a maggio, alcuni stabilendosi in modo definitivo. I primi fedeli si riunivano in preghiera presso l'Hotel d'Angleterre, oggi conosciuto come villa Eugenia, situato in via Vittorio Emanuele 218. Con il rapido aumento della popolazione britannica, il vescovo di Gibilterra nominò un pastore per la città di Bordighera, il reverendo Henry Sidebottom.
Quando anche l'Hotel d'Angleterre divenne troppo piccolo, la comunità di fedeli fu ospitata da Mrs Walker Fanshawe nella sua cappella privata, situata nel parco di villa Rosa. Nel 1873, Mrs Fanshawe donò una porzione del suo parco per poter costruire una vera chiesa: così si diede inizio ai lavori di costruzione del tempio anglicano, assumendo l'attuale aspetto di fine Ottocento.
Ci fu naturalmente una raccolta fondi a cui partecipò attivamente anche Charles Henry Lowe, e la chiesa fu chiamata "All Saints Church". Finalmente la popolazione britannica aveva un vero luogo di culto, che divenne anche un polo di vita sociale, dove ogni giovedì pomeriggio il pastore riceveva all'ora del tè i membri più attivi della città. La piccola chiesa fu ingrandita nel 1883 e nel 1890, quando furono aggiunte le due navate laterali, una nuova sacrestia e un locale per l'organo.
Le funzioni religiose furono celebrate fino al 2000; ora di proprietà dell'ente comunale bordigotto che, dopo un accurato restauro, utilizza lo stabile come centro culturale polivalente per mostre o concerti.